# 𐞟
Cette page contient des caractères spéciaux ou non latins. S’ils s’affichent mal (▯, ?, etc.), consultez la page d’aide Unicode.
𐞟, appelée lej hameçon rétroflexe en exposant, lej hameçon rétroflexe supérieur ou lettre modificative lej hameçon rétroflexe, est un symbole phonétique des extensions de l’alphabet phonétique international. Il est formé de la lettre lej hameçon rétroflexe ‹ 𝼅 › mise en exposant.

## Utilisation
Dans certaines transcriptions utilisant les extensions de l’alphabet phonétique international (API), ‹ 𐞟 › peut être utilisé pour indiquer l’articulation fricative latérale rétroflexe. Par exemple [ɖ𐞟] peut être pour transcrire une consonne affriquée latérale rétroflexe voisée (en), aussi transcrite [ɖ͡𝼅], en bhadarwahi dans हैड्ळ [haiɖ𐞟] (ou [haiɖ͡𝼅]) « curcuma ».

## Représentations informatiques
La lettre modificative lej hameçon rétroflexe peut être représenté avec les caractères Unicode suivants (Latin étendu – F) :
| formes       | représentations | chaînes de caractères | points de code | descriptions                                         | note                            |
| ------------ | --------------- | --------------------- | -------------- | ---------------------------------------------------- | ------------------------------- |
| modificative | 𐞟               | 𐞟                     | U+1079F        | lettre modificative minuscule lej hameçon rétroflexe | codé pour le symbole phonétique |